# Ожогін Віктор Іванович
Ві́ктор Іва́нович Ожо́гін (нар. 13 березня 1958, сел. Вітебськ, Підгоренський район, Воронезька область РРФСР) — український журналіст і військовослужбовець — учасник російсько-української війни. Заслужений журналіст України.

## Життєпис
Народився в селищі Вітебськ у Воронезькій області. У роду має українське коріння, дід Григорій Іванович — з донських козаків, учасник Першої світової війни, кавалер двох Георгіївських хрестів. Батько з 18 років воював на фронтах Другої світової війни, захищав Дніпропетровщину, був поранений у боях.
У віці 14 років Віктор переїхав з батьками до УРСР. Закінчив середню школу в місті Ворошиловграді. З дитинства захоплювався спортом. В обласному центрі вступив до машинобудівного інституту, проте після року навчання (спеціальність — обробка металу тиском) вирішив іти до армії. Строкову служив на Чорноморському флоті ВМФ СРСР — у спортивній роті, де був гравцем футбольної збірної флоту. На третьому році служби командував відділенням.
З 1978-го навчався один рік на підготовчому відділенні Київського державного університету імені Тараса Шевченка. Вищу освіту здобув на факультеті журналістики цього ВНЗ (1984) за спеціальністю журналістика.
Під час навчання в Києві мав практику роботи в спортивній редакції УТ-1. Закінчивши виш, за розподілом працював з серпня 1984 року на Дніпропетровській обласній телерадіокомпанії (ДОТРК) в редакції спортивних і оборонно-масових програм. З 1985 року коментував футбольні матчі, зокрема за участю команди «Дніпро» (український клуб 1983 року став чемпіоном СРСР і виступав у єврокубкових турнірах); у 1986 році Віктор Ожогін навчався на курсах спортивних коментаторів у Москві в інституті Держкомтелерадіо СРСР.
Як журналіст обласної державної телерадіокомпанії майже десять років працював у редакції новин. Наприкінці 1980-х і на початку 1990-х років коментував деякі матчі для Центрального телебачення Держкомтелерадіо СРСР і «Орбіти» — системи мовлення на Далекий Схід. Загалом за час роботи на обласному телебаченні був коментатором понад 400 матчів «Дніпра», серед них і єврокубкових. Також був редактором спортивних програм і працював на матчах «Кривбасу», коментував баскетбол, волейбол, мініфутбол, хокей, автогонки, мотокрос і навіть художню гімнастику.
З 2000 року — заступник директора, з 2009 року — генеральний директор ДОТРК. На останній посаді працював вісім місяців, у той час прагнув зробити незалежне суспільне телебачення, але після зміни влади в Україні — звільнений.
Деякий час працював у пресслужбі Дніпропетровського міського голови Івана Куліченка. Був пресаташе в клубі «Дніпро-75». Згодом, після участі в АТО (воював на Донеччині), повернувся до пресслужби міськради. Працював також редактором на суспільному радіомовленні в Дніпрі.
Безпартійний.

## Особисте життя
Одружений. Дружина — Олександра. Батько двох доньок: старша — Ганна (від першого шлюбу), активна волонтерка в час війни; молодша Каріна народилася, коли батькові було 53 роки. Має онуків.

### Участь у російсько-українській війні
Після Євромайдану й російської спроби захопити Крим уперше пішов добровольцем до військкомату, але 56-річного журналіста не взяли як офіцера запасу до війська (невдовзі призовний вік змінили, тож він зміг розпочати службу). У складі батальйону Національної гвардії України взвод, яким командував старший лейтенант Віктор Ожогін (його підрозділ називали «журналістським») перебував, зокрема, між Маріуполем і Новоазовськом — в одній з найгарячіших точок Донеччини. Під час так званого перемир'я бійці тримали оборону під артилерійським вогнем на ділянці приблизно 4 км. Державний комітет телебачення і радіомовлення України тоді закликав журналістів виявити солідарність і «взяти під опіку» підрозділ Віктора Ожогіна, який потребував волонтерської допомоги. На військовій службі командир взводу був від серпня 2014 до серпня 2015 року.
З березня 2022-го Віктор Ожогін на фронті повномасштабної російсько-української війни (щоб вдруге потрапити на службу, він у своєму військовому квитку виправив третю цифру року народження — з «5» на «6»). У званні старшого лейтенанта був заступником командира роти (за напрямом роботи з особовим складом) у батальйоні «Дніпро-1» Національної гвардії України. Брав участь у боях за Лисичанськ, Сєвєродонецьк, рота пройшла також Рубіжне, Слов'янськ, Краматорськ, Бахмут (у цьому місті — 40 діб оборонних боїв, у яких очолював зведену роту), Ізюм, Куп'янськ. Восени під Лиманом на Донеччині зазнав важкого уламкового поранення. У березні 2023 року офіцерові надано чергове військове звання — капітан, у березні 2024 року — майор. Друге важке поранення дістав у бою поблизу Кремінної на Луганщині влітку 2023 року. Посада — заступник командира батальйону.

## Громадська діяльність
На черговому з'їзді підписантів Етичного кодексу українського журналіста 24 квітня 2015 року в Києві делегати обрали Віктора Ожогіна до складу Комісії з журналістської етики (КЖЕ), в якій він перебував до наступних виборів.

## Нагороди
- Орден «За мужність» III ступеня (2023)[4].
- Медаль «За військову службу Україні» (2023)[5].
- Почесне звання «Заслужений журналіст України» (2015)[6].